# الساندرو مینلی (بازیکن فوتبال، زاده ۱۹۹۹)
الساندرو مینلی (انگلیسی: Alessandro Minelli؛ زادهٔ ۲۳ ژوئیهٔ ۱۹۹۹) بازیکن فوتبال است.
از باشگاه‌هایی که در آن بازی کرده‌است می‌توان به باشگاه فوتبال تراپانی اشاره کرد.